# Ракетный крейсер
Ракетный крейсер — подкласс крейсеров, военный корабль крупного водоизмещения, имеющий многоцелевое назначение и вооружённый, по преимуществу, пусковыми установками управляемых ракет. Широко распространён также термин крейсер УРО (с управляемым ракетным оружием), в англоязычных странах, соответственно, Guided Missile Cruiser (ВМС США). В номенклатуре существуют некоторые особенности национальной классификации: в американском флоте термином «ракетный» (CG, DG, FG) именуется корабль, оснащённый ЗРК зональной обороны, в советском/российском ВМФ приставка «ракетный» означает наличие противокорабельного ракетного комплекса (ПКРК).

## Переоборудованные ракетные крейсера

### Американские крейсера
Разработка первых зенитных управляемых ракет, начатая в США с конца 1940-х годов, заставила командование флота задуматься о выборе подходящих носителей для нового оружия. Поскольку американский флот был не только огромным по размеру, но и состоял по большей части из новых кораблей, строительство дополнительных боевых единиц не выглядело разумным. Гораздо более предпочтительными казались планы перестройки существующих кораблей в ракетные и самыми подходящими в этом плане были крейсера, особенно учитывая немалые габариты первых управляемых ракет.
Первыми крейсерами-ракетоносцами американского флота можно условно считать четыре корабля типа «Балтимор», модернизированных в 1954—1955 годах для применения самолётов-снарядов «Регулус-1» класса «корабль-берег». Переоборудование свелось к замене гидросамолётов на самолёты-снаряды, которые размещались в том же подпалубном ангаре. Боекомплект состоял из 4 самолётов-снарядов. Всё остальное вооружение тяжёлых крейсеров сохранялось, ввиду чего эти корабли не считались настоящими ракетоносцами.
Проект «Бостон»
Фактически первыми «настоящими» ракетными крейсерами американского флота стали «Бостон» (англ. CAG-1 Boston) и «Канберра» (англ. CAG-2 Canberra), принадлежавшие к тяжёлым крейсерам типа «Балтимор». В 1952—1956 годах они прошли переоборудование, в ходе которого получили по две спаренные установки ЗРК «Терьер» вместо кормовых башен главного и универсального калибра. Для размещения нового оружия и оборудования, обеспечивающего его работу, объём надстроек кораблей пришлось увеличить примерно в два раза, заменить фок-мачту на усиленную и вместо двух дымовых труб оставить лишь одну. Неуверенность в новом оружии и потребность в артиллерийской поддержке операций против берега заставило флот сохранить штатную артиллерию в носовой части.
Наличие мощной артиллерии предопределило использование крейсеров у берегов Вьетнама в ходе Вьетнамской войны. В ходе обстрелов побережья выявилась опасность отсутствия у этих кораблей артиллерийского огня в кормовом секторе — вьетнамские береговые батареи часто открывали огонь в момент отхода американцев, когда те не могли отвечать. «Бостон» серьёзно пострадал от их обстрела в 1972 году, а в 1968 году был повреждён вследствие ошибочной атаки своих же штурмовиков. Значительная изношенность крейсеров привела к тому, что серьёзной модернизации в ходе службы они не подвергались и были выведены из состава флота в 1970 году.
Проект «Галвестон» — «Провиденс»
Поскольку тяжёлые крейсера с их 203-мм артиллерией считались слишком ценными единицами, руководство американского флота выделило для дальнейшей перестройки в ракетные шесть лёгких крейсеров типа «Кливленд». Их разделили на две группы по три единицы для оснащения ЗРК «Террьер» и «Тэйлос» соответственно. Предполагалось переоборудовать их по образцу «бостонов» с сохранением всего артиллерийского вооружения в носовой части. Но эти планы удалось осуществить только в отношении головных кораблей обеих групп, «Галвестон» (англ. CLG-3 Galveston)и «Топеки» (англ. CLG-8 Topeka). Первый получил две спаренные ПУ для ракет «Террьер» с боезапасом 120 единиц, второй две ПУ для ракет «Тэйлос» с боезапасом 52 единицы. ЗРК дальнего действия «Тэйлос» обладал выдающимися для своего времени характеристиками по дальности и потолку стрельбы, однако огромные двухступенчатые ракеты массой более 3 тонн пришлось хранить в расстыкованном состоянии, что резко снижало фактический темп стрельбы.
Очень быстро выяснилось, что для нового вооружения и оборудования на крейсерах не хватает места, поэтому следующие крейсера модернизировались более радикально. Артиллерия сократилась до двух башен 152- и 127-мм орудий, носовая надстройка существенно увеличилась, а в середине корпуса установили огромную решётчатую мачту для радаров. Линию «Галвестона» продолжили «Литтл Рок» (англ. CLG-4 Little Rock) и «Оклахома» (англ. CLG-5 Oklahoma City), а по образцу «Топеки» перестроили «Провиденс» (англ. CLG-6 Providence), «Спрингфилд» (англ. CLG-7 Springfield). Эти гибриды не считались особенно удачными кораблями, хотя внедрение в 1960-х годах более совершенных моделей ракет повысило их боевой потенциал. Последний из крейсеров этих типов был списан лишь в 1979 году.
Проект «Олбани»
В 1962 году в состав флота вошли три радикально переоборудованных крейсера типа «Балтимор» — «Олбани» (англ. CG-10 Albany), «Чикаго» (англ. CG-11 Chicago), «Коламбус» (англ. CG-12 Columbus). Их главным калибром впервые стали ракеты — крейсера получили по две спаренные ПУ ЗРК «Талос» и «Терьер». Всё прежнее артиллерийское вооружение на них было заменено на две универсальных одноорудийных установки Мк-30, что позволило довести общий боекомплект до 188 зенитных ракет. Это вооружение дополняла восьмиконтейнерная пусковая установка ASROC. Существовали планы переоборудования в ракетный «большого» (фактически линейного) крейсера «Аляска» (англ. CB-1 Alaska), но по финансовым соображениям они были отклонены.
Американские ракетные крейсера активно применялись в военных действиях против Демократической республики Вьетнам. В задачи кораблей входило обеспечение ПВО, а также артиллерийские обстрелы берега. Противодействие вьетнамцев было спорадическим, но иногда крейсерам удавалось проявить себя. Так, в апреле 1972 года крейсер «Чикаго» отразил воздушную атаку, сбив МиГ-17 с дистанции 70 км с помощью ЗРК «Талос».
Все корабли этих типов были выведены из состава флота в 1970-х годах.
| Сравнительные ТТХ перестроенных ракетных крейсеров США |                                                        |                                      |                                      |                                                                        |
| Характеристики                                         | «Бостон»                                               | «Галвестон»                          | «Провиденс»                          | «Олбани»                                                               |
| Водоизмещение, стандартное/полное, т                   | 13 589/17 947                                          | 11 106/15 152                        | 11 106/15 152                        | 14 394/18 777                                                          |
| Энергетическая установка                               | Паротурбинная, 120 000 л. с.                           | Паротурбинная, 100 000 л. с.         | Паротурбинная, 100 000 л. с.         | Паротурбинная, 120 000 л. с.                                           |
| Максимальная скорость, узлов                           | 33                                                     | 32                                   | 32                                   | 32                                                                     |
| Дальность плавания, мили на скорости, узлов            | 7300/20                                                | 8000/15                              | 8000/15                              | 7000/15                                                                |
| Ракетное вооружение, ПУ, количество ракет              | ЗРК Terrier — 2 × 2 (72)                               | ЗРК Talos — 1 × 2 (46)               | ЗРК Terrier — 1 × 2 (120)            | ЗРК Talos — 2 × 2 (52), ЗРК Tartar — 2 × 2 (42) ПЛРК ASROC — 1 × 8 (8) |
| Артиллерийское вооружение                              | 2 × 3 — 203-мм/55, 5 × 2 — 127-мм/38, 4 × 2 — 76-мм/50 | 1 × 3 — 152-мм/47, 1 × 2 — 127-мм/38 | 1 × 3 — 152-мм/47, 1 × 2 — 127-мм/38 | 2 × 1 — 127-мм/38                                                      |
| Торпедное вооружение                                   | Нет                                                    | Нет                                  | Нет                                  | 2 × 3 — 324-мм ТА                                                      |
| Экипаж                                                 | 1544                                                   | 1382                                 | 1382                                 | 1266                                                                   |

### Европейские крейсера
Строительство европейских крейсеров в первый послевоенный период было крайне ограниченным. Фактически шла лишь достройка кораблей, заложенных ещё во время войны, и переоборудование уже существующих кораблей.
Великобритания, несмотря на желание Королевского флота приобщиться к новейшим технологиям, не строила ракетных крейсеров до начала 1960-х годов. Имелся шанс на достройку в качестве ракетных трёх крейсеров типа «Тайгер», но британская политика в то время декларировала оснащение флота оружием исключительно собственного производства, а до конца 1950-х британские корабельные ЗРК не были окончательно доведены. В результате крейсера вступили в строй как чисто артиллерийские, став последними в мире кораблями этого типа. На рубеже 1960-х—1970-х годов они прошли переоборудование в крейсера-вертолётоносцы и получили ЗРК ближнего действия «Си Кэт».
Французы в 1956 году достроили крейсер «Де Грасс», заложенный ещё в 1938 году, в качестве крейсера ПВО с универсальной артиллерией. К 1959 году по образцу «Де Грасса» построили ещё один крейсер «Кольбер», также вооружённый универсальной артиллерией калибра 127 и 57 мм. В 1970—1972 годах «Кольбер» прошёл модернизацию с установкой ЗРК «Масурка». Кроме того значительно изменился состав артиллерии, включавший теперь новейшие 100-миллиметровые орудия Model 68 и сокращённое количество зенитных автоматов. Позднее на нём разместили и ПУ для ПКР «Экзосет». Списали «Кольбер» в 1991 году.
Весьма необычным оказался итальянский проект. В 1957—1961 годах был переоборудован крейсер «Джузеппе Гарибальди», построенный ещё до Второй мировой войны. Вся прежняя артиллерия была снята и заменена на универсальные автоматические орудия калибра 135-мм и 76 мм. В корме была установлена спаренная ПУ ЗРК «Терьер» с солидным боекомплектом. Кроме того он получил и четыре шахты для баллистических ракет «Поларис» производства США. Это было сделано в рамках программы НАТО, предусматривавшей размещение баллистических ракет на крупных кораблях блока. Однако после Карибского кризиса программа была отменена и «Джузеппе Гарибальди» так и не получил ракеты «Поларис». Крейсер был списан в 1972 году.
Голландцы достроили к 1953 году два крейсера типа «Де Зевен Провинсен», заложенные ещё в 1939 году. В соответствии с новыми требованиями крейсера получили очень мощную и скорострельную артиллерию главного калибра, способную стрелять и по воздушным целям, а также шведские зенитные автоматы калибра 57 и 40 мм. Однако командованию ВМС Нидерландов крейсера казались недостаточно совершенными и в 1962—1964 году «Де Зевен Провинсен» претерпел радикальную реконструкцию. Кормовые башни главного калибра сняли, как и часть зенитных автоматов, а на их месте установили спаренную ПУ ЗРК «Терьер». Существенные изменения претерпела и электроника корабля, после чего изменился и его внешний вид. В 1978 году «Де Зевен Провинсен» был продан Перу, причём комплекс «Терьер» перед продажей сняли, а на его месте оборудовали ангар для вертолётов.
| Сравнительные ТТХ перестроенных европейских ракетных крейсеров |                                                    |                                    |                                               |
| Характеристики                                                 | «Кольбер»                                          | «Джузеппе Гарибальди»              | «Де Зевен Провинсен»                          |
| Государство                                                    | Франция                                            | Италия                             | Нидерланды                                    |
| Водоизмещение, нормальное/полное, т                            | 8500/11 300                                        | 9802/11 600                        | 9529/11 850                                   |
| Энергетическая установка                                       | Паротурбинная 86 000 л. с.                         | Паротурбинная 85 000 л. с.         | Паротурбинная 85 000 л. с.                    |
| Максимальная скорость, узлов                                   | 31,5                                               | 30                                 | 32                                            |
| Дальность плавания, мили на скорости, узлов                    | 4000/25                                            | 4000/20                            | ?                                             |
| Ракетное вооружение, ПУ,количество ракет                       | ЗРК MASURCA — 1 × 2 (48) ПКРК Exocet MM 38 — 4 × 1 | ЗРК Terrier — 1 × 2 (72)           | ЗРК Terrier — 1 × 2 (40)                      |
| Артиллерийское вооружение                                      | 2 × 1 — 100-мм/55 6 × 2 — 57-мм                    | 2 × 2 — 135-мм/45 8 × 1 — 76-мм/62 | 2 × 2 — 152-мм/53 3 × 2 — 57-мм 4 × 1 — 40-мм |
| Авиационное вооружение                                         | Нет                                                | 1 вертолёт                         | Нет                                           |
| Экипаж                                                         | 560                                                | 694                                | 973                                           |

### Советские крейсера
Этап внедрения нового оружия на уже построенные корабли проходил в ВМФ СССР под большим влиянием личных взглядов Н. С. Хрущёва, увлекавшегося ракетами и недолюбливавшего крупные корабли. Особое раздражение вызывали у него новые крейсера проекта 68-бис. Руководство СССР понимало, что боевая ценность артиллерийских кораблей в условиях превосходства на море и в воздухе вооружённых сил вероятного противника, развития ракетного вооружения, реактивной авиации и существенного повышения возможностей подводных лодок, крайне низка. При этом сказывались и финансовые ограничения, строительство и эксплуатация крупных артиллерийских кораблей отнимали ресурсы у более перспективных проектов.

Сейчас, когда имеются самолёты-ракетоносцы и имеются ракеты, которые можно пускать на цель на большом расстоянии, недосягаемом для артиллерии кораблей, сложилось другое положение. Поэтому можно сказать, что сейчас линкоры и крейсера — это плавающие гробы, они устарели.
В этих условиях руководство флота активизировало усилия по переоборудованию крейсеров в соответствии с новыми веяниями в верхах. Первоначально предполагалось переоборудовать 4 строящихся крейсера 68бис в носители «реактивного вооружения ближнего действия» по проекту 67. Было намечено отказаться от артиллерии главного калибра, установив вместо неё две спаренные ПУ для противокорабельных ракет КСС. Для проведения испытаний этого оружия в 1955 году крейсер «Адмирал Нахимов» был переоборудован по проекту 68Э. Изъяв артиллерию из носовой башни, установили однобалочную ПУ для ракет. Испытания прошли неудачно, а сама ракета была признана маломощной для крейсера.

Ракеты, пройдя только бросковые испытания, зачастую ставились на корабль в ущерб их боевым качествам, да и, наверное, здравому смыслу… Зачем, например, было ставить на крейсер «Нахимов» береговой комплекс КСС? Сразу было ясно, что он не жизнеспособен.
Почти одновременно была начата программа преобразования крейсеров проекта 68-бис в корабли ПВО проекта 70. Намеревались снять все башни главного калибра, заменив их спаренными ПУ зенитного комплекса М-2 «Волхов-М». Для отработки комплекса в 1957—1958 годах переоборудовали крейсер «Дзержинский» по проекту 70Э, оснастив его одной ракетной ПУ вместо кормовой возвышенной башни главного калибра. Испытания прошли сравнительно успешно, но адмиралам не понравился малый боезапас (10 ракет) и солидные габариты ракеты комплекса. Вследствие этого была прекращена разработка проекта 71, в котором сохранялись носовые артиллерийские башни, а кормовые заменялись двумя ПУ ЗРК «Волхов-М».
Наконец в 1958 году началась разработка крейсеров проекта 64, в которые должны были быть перестроены уже заложенные артиллерийские крейсера проекта 68бис-ЗИФ. На них планировали установить ПУ для крылатых ракет П-6, а также ПУ для ЗРК М-3 большой дальности и М-1 «Волна» — малой дальности. Всю артиллерию главного калибра предполагалось снять. Перестройка головного крейсера «Кронштадт» началась в 1958 году, но в конце того же года работы прекратили и все недостроенные крейсера пошли на слом.
Таким образом, в результате всех усилий советский ВМФ получил лишь один крейсер, «Дзержинский», оснащённый ракетным оружием, но почти сразу переклассифицированный в учебный. Он был выведен из состава ВМФ в 1988 году.
| Сравнительные ТТХ перестроенных ракетных крейсеров СССР 1950-х гг. |                             |                                                           |                             |                                       |                                       |
|                                                                    | Проект 67 (не строился)     | Проект 64 (не строился)                                   | Проект 70 (не строился)     | Проект 70Э                            | Проект 71 (не строился)               |
| Водоизмещение, стандартное/полное, т                               | 13 140/16 050               | ?/≈16 400                                                 | 13 450/16 610               | 12 970/16 070                         | 13 410/16 590                         |
| Энергетическая установка                                           | Паротурбинная 110 000 л. с. | Паротурбинная 110 000 л. с.                               | Паротурбинная 110 000 л. с. | Паротурбинная 110 000 л. с.           | Паротурбинная 110 000 л. с.           |
| Максимальная скорость, узлов                                       | 31,5                        | 31,5                                                      | 31,5                        | 32                                    | 31,5                                  |
| Дальность плавания, мили на скорости, узлов                        | 4700/17                     | 4700/17                                                   | 5300/17                     | 7400/17                               | 5500/17                               |
| Ракетное вооружение, ПУ,количество ракет                           | ПКРК «Стрела» — 2х2 (19)    | ПКРК П-6 — 3×4 (12) ЗРК М-3 − 2×2 (20) ЗРК М-1 — 4×2 (64) | ЗРК М-2 — 4x2 (44)          | ЗРК М-2 — 1×2 (10)                    | ЗРК М-2 — 2×2 (22)                    |
| Артиллерийское вооружение                                          | 4х2 −100-мм 6х4 — 57-мм     | 4х2 −76-мм                                                | 6х2 — 100-мм 5х4 — 57-мм    | 3х3 — 152-мм 6×2 — 100-мм 8×2 — 37-мм | 2х3 — 152-мм 4×2 — 100-мм 4×4 — 57-мм |
| Авиационное вооружение                                             | —                           | —                                                         | 2                           | —                                     | 1                                     |
| Экипаж                                                             | 980                         | ?                                                         | 1012                        | 1266                                  | 1035                                  |

## Первые ракетные крейсера специальной постройки

### Крейсера США
С конца 1950-х годов США приступили к массовому строительству ракетных кораблей для нужд океанского эскорта — охранения авианосных соединений и конвоев. Новое вооружение потребовало роста водоизмещения и корабли получались заметно крупнее эсминцев, поэтому они стали числиться во флоте США как лидер эсминцев и были классифицированы как ракетные лидеры (Guided Missile Destroyer Leader, DLG) или атомные ракетные лидеры (Nuclear-Powered Guided Missile Destroyer Leader, DLGN). В дальнейшем, эти боевые единицы, сохранив официальное обозначение лидеров, стали официально именоваться ракетными фрегатами (Guided Missile Frigate). Подобная классификация резко выделяла американский флот среди других, поэтому 30 июня 1975 года в ВМС США прошла переклассификация с учётом международных стандартов и крупные фрегаты стали именоваться крейсерами (CG Cruiser Guided).
Проект «Лонг Бич»
Проектирование первого в мире ракетного крейсера специальной постройки «Лонг Бич» (англ. Long Beach) было начато в 1955 году. Этот корабль стал также первым в мире надводным боевым кораблём с атомной энергетической установкой (ЯЭУ). Недостаточная мощность ЯЭУ, проект которой базировался на энергетической установке для подводных лодок, вынудила оснастить «Лонг Бич» двумя такими установками. Водоизмещение крейсера, первоначально ограниченное 7800 тоннами, в процессе проектирования начало неудержимо расти. На корабле планировали установить самые разнообразные системы вооружения, включая пусковые установки крылатых ракет «Регулус», а после снятия их с вооружения — восемь шахт для «баллистических ракет Поларис». Однако все эти планы были, в конечном счёте, отменены.
Основным оружием крейсера стали зенитные и противолодочные ракетные комплексы — один ЗРК «Тэйлос», два ЗРК «Терьер» и ПЛРК ASROC. Задача обнаружения воздушных целей возлагалась на принципиально новые РЛС с фазированными антенным решетками AN/SPS-32 и AN/SPS-33. Также, впервые на корабле появилась боевая информационно-управляющая система NTDS. Артиллерия в первоначальном проекте не предусматривалась вообще, но была установлена уже в ходе эксплуатации, по личному настоянию президента США Дж. Кеннеди, имевшего возможность лично наблюдать неудачные ракетные стрельбы американского флота.
Платой за эти достоинства стал рост водоизмещения, превысившего 16 тысяч тонн, многочисленный экипаж и чрезвычайно высокая стоимость. «Лонг Бич» обошёлся бюджету в 332,85 миллиона долларов — в шесть раз дороже крейсера типа «Леги». В результате флот отказался от серийного строительства таких кораблей и «Лонг Бич» остался «белым слоном» американских ВМC. Несмотря на уникальность, корабль принимал активное участие в действиях американского флота у берегов Вьетнама и сбил два МиГа с дистанции 65 км.
В ходе эксплуатации «Лонг Бич» прошёл ряд модернизаций с заменой радаров и вооружения. Крейсер получил новые РЛС, ЗРК «Тэйлос» сняли, а с оставшихся ПУ использовались ракеты «Стандарт», были установлены ПУ ПКР «Гарпун» и ЗАК «Вулкан-Фаланкс». В 1977 году предполагалось капитально перестроить «Лонг Бич» с установкой системы «Иджис», но в итоге было решено, что крейсер слишком изношен и такая модернизация себя не оправдает. «Лонг Бич» списали в 1994 году.
Проект «Леги» — «Бейнбридж»
Получив определённый опыт эксплуатации крейсеров, оснащённых ЗРК, американцы пришли к выводу, что стоимость модернизации этих уже серьёзно изношенных кораблей весьма велика и не оправдывает себя. Вместе с тем, испытания эсминца «Гайатт» (англ. USS Gyatt (DD-712)) типа «Гиринг», вооружённого в 1956 году ЗРК «Терьер», показали, что этот комплекс слишком велик для эсминца. В результате, флот США сосредоточился на серийном строительстве кораблей, занимавших по своей размерности промежуточное положение между крейсерами и эсминцами. В 1959—1961 годах была построена серия ракетных фрегатов типа «Кунц», ставшие развитием эсминцев типа «Митчер». В 1975 году корабли типа «Кунц» были переведены в класс ракетных эсминцев.
Ракетные фрегаты типа «Леги» стали усовершенствованной версией фрегатов типа «Кунц». В 1962—1964 годах флот получил 9 кораблей типа «Леги» (англ. Leahy), стандартное водоизмещение которых не достигало и 6000 тонн. Их основным отличием от прототипа стала замена носовой 127-миллиметровой артустановки Mark 42 на вторую ПУ ЗРК. Это, в свою очередь, привело к удлинению полубака для размещения ракет и росту водоизмещения. В дальнейшем это архитектурное решение было принято и для последующих ракетных фрегатов.
Основной задачей считалось обеспечение ПВО авианосных групп, поэтому вооружение кораблей носило почти исключительно зенитный характер — две спаренных ПУ «Терьер» с 80 ракетами. Дополнял их восьмиконтейнерный ПЛРК ASROC, работу которого обеспечивала мощная ГАС SQS-23. Артиллерийское вооружение было слабым — две спаренные 76-мм установки Mk-33. Для базирования вертолёта имелась площадка, но ангар отсутствовал. В 1966—1968 годах они прошли перевооружение на ракеты Standart SM-1, а с 1985 года все крейсера этого типа проходили модернизацию, в ходе которой получили возможность использовать ракеты Standart SM-2ER. Орудия Mk-33 были заменены на ПУ ПКР «Гарпун». Все крейсера этого типа были списаны в 1993—1994 годах.
Для сопровождения единственного в то время атомного авианосца «Энтерпрайз» (англ. Enterprise) создали и атомную версию — «Бейнбридж» (англ. Bainbridge), построенный в единственном экземпляре, который при идентичном вооружении оказался более чем на 2000 тонн тяжелее. Впрочем, полное водоизмещение у кораблей было одинаковым. «Бейнбридж» прошёл те же модернизации, что и крейсера типа «Леги» и был списан в 1995 году.
Проект «Белкнап» — «Тракстан»
Следующей серией ракетных фрегатов стали корабли типа «Белкнап» (англ. Belknap), вошедшие в строй в 1964—1967 годах. Количество ПУ ЗРК сократилось до одной в носовой части, но теперь с неё можно было запускать как зенитные, так и противолодочные ракеты. Вместо второго ПУ фрегаты получили полноценный ангар для вертолёта и универсальную 127-мм артиллерийскую установку, расположенные в корме. Впервые на кораблях такого класса устанавливалась БИУС NTDS. Большие надежды возлагались на новую ГАС SQS-26, которая должна была повысить противолодочные возможности кораблей. Для борьбы с ПЛ на большой дистанции предназначались беспилотные вертолёты типа DASH, которых помещалось на борту до трёх единиц, но на практике они не оправдали ожиданий. Радиоэлектронное оборудование было усовершенствовано, а дальность плавания выросла на треть. Фрегаты этого типа приняли участие во Вьетнамской войне, в ходе которой записали на свой счёт несколько МиГов и даже одну ПКР, сбитую ракетой крейсера «Стеретт» (англ. Sterett) — первый подобный случай в истории войн на море. Далее они были модернизированы по образцу крейсеров типа «Леги». Все крейсера этого типа были списаны в 1993—1995 годах.
Всего флот заказал 10 фрегатов типа «Белкнап», но при обсуждении военного бюджета Конгресс США выразил желание построить ещё один атомный фрегат. Первоначально моряки хотели повторить проект «Бейнбридж», но желание получить более совершенную боевую единицу привело к появлению атомного близнеца фрегатов типа «Белкнап» — «Тракстана» (англ. Truxtun). Стоимость «Тракстана» достигла 163,2 миллиона долларов, в строй он вступил в 1967 году. Он прошёл те же модернизации, что и тип «Белкнап» и был списан в 1995 году.
Проект «Тифон»
Несмотря на то, что ЗРК серии 3-Т (Talos, Terrier, Tartar) отличались весьма высокими по меркам 1950-х годов характеристиками, американский флот был не вполне удовлетворён своими комплексами. Основным недостатком считалось ограниченное число каналов наведения ракет. Это давало потенциальному противнику возможность прорвать ПВО соединения за счёт массированных атак, ведущих к насыщению СУО ЗРК.
В попытке решить эту проблему американской компании «Бендикс» (англ. Bendix) был выдан заказ на разработку боевой системы «Тифон» (англ. Typhon). Комплекс разрабатывался в двух вариантах: средней дальности Typhon MR с ракетами RIM-55 и большой дальности Typhon LR с ракетами RIM −50. Отличительными чертами проекта должны были стать РЛС AN/SPG-59 с фазированной антенной решёткой и принцип наведения ракет, предусматривавший обработку отражённых радиолокационных сигналов от ракет на самом корабле. Предполагалось таким образом обеспечить многоканальное наведение. Typhon MR должен был поражать цели на удалении до 75 км, Typhon LR до 200, а в перспективе до 370 км.
Под обладающий столь высокими характеристиками ЗРК незамедлительно, даже не дожидаясь испытаний, начали проектировать корабли. Наиболее проработанным был проект ракетного фрегата DLGN, подготовленный к 1961 году. Внушительный атомоход должен был нести по одной ПУ «Тифон» большой и средней дальности, а также универсальное орудие и системы ПЛО. В качестве более дешёвой альтернативы выдвигалось переоборудование под «Тифон» тяжёлого крейсера «Ньюпорт Ньюс».
Несмотря на впечатляющие перспективы, ВМС США так и не получили новый ЗРК. «Тифон» оказался чрезвычайно сложной и дорогостоящей системой, его испытания проходили с большими трудностями и в 1963 году министр обороны США Р. Макнамара закрыл программу.
| Сравнительные ТТХ ракетных крейсеров США 1960-х гг. |                                                                            |                                                  |                                                  |                                        |                                        |                                                                      |
|                                                     | «Лонг-Бич»                                                                 | «Леги»                                           | «Бейнбридж»                                      | «Белкнап»                              | «Тракстан»                             | DLGN (проект)                                                        |
| Водоизмещение, стандартное/полное, т                | 15 111/16 602                                                              | 5146/7590                                        | 7250/7982                                        | 5409/7890                              | 8149/8927                              | 10 000/12 000                                                        |
| Энергетическая установка                            | Ядерная, 80 000 л. с.                                                      | Паротурбинная, 85 000 л. с.                      | Ядерная, 60 000 л. с.                            | Паротурбинная, 85 000 л. с.            | Ядерная, 60 000 л. с.                  | Ядерная, 60 000 л. с.                                                |
| Максимальная скорость, узлов                        | 30                                                                         | 32                                               | 30                                               | 32                                     | 30                                     | 30                                                                   |
| Дальность плавания, мили на скорости, узлов         | Не ограничена                                                              | 8000/20                                          | Не ограничена                                    | 7100/20                                | Не ограничена                          | Не ограничена                                                        |
| Автономность, сутки                                 | 56                                                                         | 28                                               | 56                                               | 28                                     | 56                                     | 56                                                                   |
| Ракетное вооружение, ПУ, количество ракет           | ЗРК Talos — 1 × 2 (52), ЗРК Terrier — 2 × 2 (120), ПЛРК ASROC — 1 × 8 (20) | ЗРК Terrier — 2 × 2 (40), ПЛРК ASROC — 1 × 8 (8) | ЗРК Terrier — 2 × 2 (40), ПЛРК ASROC — 1 × 8 (8) | ЗРК Terrier/ПЛРК ASROC — 1 × 2 (40/20) | ЗРК Terrier/ПЛРК ASROC — 1 × 2 (40/20) | ЗРК Typhon LR/ПЛРК ASROC — 1 × 2 (60/20), ЗРК Typhon MR — 1 × 2 (80) |
| Артиллерийское вооружение                           | 2 × 1 — 127-мм/38                                                          | 2 × 2 — 76-мм/50                                 | 2 × 2 — 76-мм/50                                 | 1 × 1 — 127-мм/54, 2 × 1 — 76-мм/50    | 1 × 1 — 127-мм/54, 2 × 1 — 76-мм/50    | 1 × 1 — 127-мм/38                                                    |
| Торпедное вооружение                                | 2 × 3 — 324-мм ТА                                                          | 2 × 3 — 324-мм ТА                                | 2 × 3 — 324-мм ТА                                | 2 × 2 — 533-мм ТА, 2 × 3 — 324-мм ТА   | 2 × 2 — 533-мм ТА, 2 × 3 — 324-мм ТА   | 2 × 2 — 533-мм ТА, 2 × 3 — 324-мм ТА                                 |
| Авиационное вооружение                              | Нет                                                                        | Нет                                              | Нет                                              | Нет                                    | Нет                                    | 2 вертолета или СВВП                                                 |
| Экипаж                                              | 1107                                                                       | 377                                              | 459                                              | 388                                    | 490                                    | 743                                                                  |

Проект «Калифорния»
К концу 1960-х годов американские ВМС, накопив определённый опыт, решили вернуться к строительству атомных надводных кораблей. Атомный авианосец «Нимиц» (англ. Nimitz) породил и новое поколение ракетных крейсеров, также оснащённых ЯЭУ. Планы их строительства возникли ещё в середине 1960-х годов, однако расходы на войну во Вьетнаме и жесткая позиция Р. Макнамары привели к задержке проекта. Два атомных фрегата типа «Калифорния» были поставлены флоту в 1974—1975 годах.
С формальной точки зрения они не выглядели более мощными кораблями, в сравнении с заметно меньшими по размерам фрегатами-предшественниками, однако имели гораздо более совершенное электронное оборудование, что повышало их возможности ПВО. Артиллерия была представлена новейшими установками Mark 45. К недостаткам проекта относили отсутствие ангара для вертолёта, что снижало противолодочную эффективность. Впоследствии крейсера прошли модернизацию, в ходе которой получили ПУ для ПКР «Гарпун», а также ЗАК «Вулкан-Фаланкс». Оба крейсера списали в 1995 году. Всего предполагалось построить пять крейсеров этого типа, но далее было принято решение продолжить строительство атомных крейсеров типа «Вирджиния».
Проект «Вирджиния»
Следующая серия атомных ракетных крейсеров тип — «Вирджиния» была построена в количестве четырёх единиц. Эти корабли были введены в строй в 1976—1980 годах. «Вирджиния» стала дальнейшим развитием типа «Калифорния», с попыткой устранения недостатков предыдущего проекта. В частности, ПУ стали универсальными, типа Mk 26, в корме был смонтирован подпалубный ангар с лифтом. Последнее решение оказалось неудачным, так как в эксплуатации ангар заливался водой. В итоге вертолёты с крейсеров сняли и установили на месте ангара бронированные ПУ для КР «Томагавк». Кроме того, крейсера типа «Вирджиния», так же, как и их предшественники, получили ПКРК «Гарпун» и ЗАК «Вулкан-Фаланкс». Крейсера типа «Вирджиния» были списаны в 1993 — 1995 годах.
Намечалось и строительство пятого крейсера типа, но американских моряков не устраивало малое количество каналов наведения зенитных ракет, что не давало серьёзных шансов на отражение массированных атак с воздуха. Поэтому, когда новая боевая система «Иджис» была доведена до пригодного состояния, все дальнейшие планы по развитию ракетных крейсеров связывались именно с ней.
| Сравнительные ТТХ атомных ракетных крейсеров США 1970-х гг. |                                                              |                                                        |
|                                                             | «Калифорния»                                                 | «Вирджиния»                                            |
| Водоизмещение, стандартное/полное, т                        | - /10 150                                                    | - /11 000                                              |
| Энергетическая установка                                    | Ядерная, 60 000 л. с.                                        | Ядерная, 60 000 л. с.                                  |
| Максимальная скорость, узлов                                | 30                                                           | 30                                                     |
| Дальность плавания, мили на скорости, узлов                 | Не ограничена                                                | Не ограничена                                          |
| Ракетное вооружение, ПУ,количество ракет                    | ЗРК Tartar — 2 × 1 (40 Standart MR), ПЛРК ASROC — 1 × 8 (24) | ЗРК Tartar/ПЛРК ASROC — 2 × 2 (66 Standart MR и ASROC) |
| Артиллерийское вооружение                                   | 2 × 1 — 127-мм/54                                            | 2 × 1 — 127-мм/54                                      |
| Торпедное вооружение                                        | 2 × 3 — 324-мм ТА                                            | 2 × 3 — 324-мм ТА                                      |
| Авиационное вооружение                                      | Только ВПП                                                   | 1 вертолёт (2 в перегруз)                              |
| Экипаж                                                      | 533                                                          | 519                                                    |

### Европейские крейсера

#### Крейсера Италии
Проект «Андреа Дориа»
Проект новых итальянских крейсеров вырос из ракетных эсминцев типа «Импавидо», которые, в свою очередь, были аналогом американских ракетных эсминцев типа «Чарльз Ф. Адамс». В 1964 году итальянский флот ввёл в строй два «эскортных» крейсера типа «Андреа Дориа». Желая получить корабли, одинаково пригодные для решения задач ПВО и ПЛО, итальянские конструкторы сумели разместить на крейсерах не только одну спаренную ПУ ЗРК «Терьер», но и ангар, вмещавший 3 вертолёта «Си Кинг» или 4 меньших по размеру вертолёта AB-212. Показатели мореходности и автономности традиционно для итальянского флота не играли решающей роли. Тем не менее, итальянские моряки пришли к выводу, что крейсера типа «Андреа Дориа» всё-таки слишком малы для эффективного выполнения своих задач и закладка третьего корабля проекта, получившего название «Энрико Дандоло», не состоялась. Оба корабля прошли модернизации с заменой электроники и ракет, «Кайо Дуилио» заканчивал службу в роли учебного корабля. Оба крейсера были списаны в 1991—1993 годах.
Проект «Витторио Венето»
Получив некоторый опыт эксплуатации крейсеров типа «Андреа Дориа», итальянские моряки пришли к выводу, что для надёжного обеспечения ПЛО количество вертолётов на борту корабля надо существенно увеличить, а также обеспечить лучшие условия для их обслуживания. Новый проект был подготовлен к 1965 году, а 1969 году крейсер «Витторио Венето» вступил в строй. Также как и его предшественники, он получил один ЗРК «Терьер», но с возможностью стрельбы ЗКР «Стандарт» и ПЛУР ASROC. Ближнюю оборону обеспечивали 8 76-миллиметровых установок M.M.I. Удлинение корпуса на 30 метров позволило увеличить состав авиагруппы — «Витторио Венето» мог нести до 6 вертолётов «Си Кинг» или 9 вертолётов AB-212. До ввода в строй лёгкого авианосца «Джузеппе Гарибальди» «Витторио Венето» был флагманом итальянского флота. В 1981—1984 годах крейсер прошёл модернизацию с установкой ПУ ПКР «Отомат» Mk2 и ЗАК «Дардо». «Витторио Венето» был исключён из состава флота в 2003 году.
Планировалось заложить в 1967 году второй крейсер этого типа под названием «Триест», но финансовые проблемы вынудили отложить строительство, а в дальнейшем флот стал отдавать предпочтение более крупным кораблям авианосного типа и закладка была окончательно отменена.

#### Крейсера Великобритании
После Второй мировой войны Великобритания вступила в полосу затяжного экономического кризиса, серьёзным образом отразившегося и на Королевском флоте. Все попытки британских адмиралов получить первоклассные боевые корабли наталкивались на жёсткое сопротивление министерства финансов. Поэтому, когда Адмиралтейство представило проект «ракетного крейсера 1960 года» водоизмещением 17 000 тонн, он был незамедлительно отвергнут.
Проект «Каунти»
В попытках пополнить флот крупными боевыми единицами моряки пошли на вынужденную хитрость — следующий проект ракетного корабля официально именовался эсминцем, хотя по размерениям не уступал крейсерам Второй мировой и фактически был аналогом американских DLG. Несмотря на официальную классификацию, в авторитетных справочниках он именовался ракетным крейсером.
Проект «Каунти» формировался вокруг главного оружия корабля — ЗРК «Си Слаг». Ракеты стартовали с кормовой спаренной установки, но транспортировались через весь корабль из носового погреба. Необычным для 1960-х годов был второй тип ЗРК — 2 системы малой дальности «Си кэт». Эффективность этих комплексов считалась низкой из-за примитивного способа наведения ракет — ручного, с помощью оптического прицела. Несмотря на это в ходе Фолклендского конфликта комплексы «Си кэт» сбили 8 аргентинских самолётов, а вот «Си слаг» — ни одного.
Кроме того, эсминцы получили внешне мощное артиллерийское вооружение — 2 спаренные установки универсальных 114-мм орудий QF Mark V, разработанных ещё в конце Второй мировой, но это решение было вынужденным, так как современное автоматическое орудие разработать не успели. Впоследствии одну из установок заменили на 4 ПУ ПКРК «Экзосет». К положительным сторонам проекта относилась впервые применённая комбинированная энергетическая установка, включавшая 2 паровые турбины для экономического хода и 6 газовых турбин для полного. В 1962—1963 годах британский флот получил первые четыре корабля типа «Каунти», в 1966—1970 годах в строй вошла вторая четвёрка. В 1982 году два из них, «Глэморган» и «Энтрим» участвовали в боях за Фолкленды, причём «Глэморган» получил попадание ПКР «Экзосет», а в «Энтрим» попала авиабомба. В обоих случаях боеприпасы не взорвались.
В 1981—1987 годах 4 корабля этого типа были проданы Чили, где прошли серьёзную модернизацию.
Проект 82
Последний британский проект, заслуживавший определение «крейсер», разрабатывался как корабль эскорта для перспективных авианосцев CVA. После того как в 1966 году лейбористское правительство отказалось от планов постройки больших авианосцев, пришлось отвергнуть и план строительства 4 кораблей проекта 82. Тем не менее, один корабль было решено всё же построить для отработки новых систем оружия, причём по политическим соображениям он именовался эсминцем, но авторитетные издания классифицировали его как лёгкий крейсер.
«Бристоль» вступил в строй в 1973 году. Он стал первым британским кораблём, оснащённым ЗРК зональной обороны «Си Дарт». Кроме того он нёс ПЛРК «Икара» и бомбомёт «Лимбо» для решения противолодочных задач, а также новейшую 114-мм универсальную артустановку Mark 8. Базирование вертолётов не предусматривалось, поскольку оборону соединения должны были обеспечивать винтокрылые машины с так и не построенных авианосцев. Хотя «Бристоль» считался «белым слоном» британского флота, его солидные размеры и мощные системы связи позволяли эффективно использовать корабль в качестве флагманского. В 1982 году «Бристоль» также участвовал в Фолклендской войне, не добившись особых успехов, но и избежав попаданий.
| Сравнительные ТТХ европейских ракетных крейсеров |                             |                                         |                                                    |                                                    |
| Характеристики                                   | «Андреа Дориа»              | «Витторио Венето»                       | «Каунти»                                           | «Бристоль»                                         |
| Государство                                      | Италия                      | Италия                                  | Великобритания                                     | Великобритания                                     |
| Водоизмещение, нормальное/полное, т              | 5000/6500                   | 7500/8850                               | 6200/6800                                          | 6700/7700                                          |
| Энергетическая установка                         | Паротурбинная, 60 000 л. с. | Паротурбинная, 73 000 л. с.             | Паро/газотурбинная, 30 000 +30 000 л. с.           | Паро/газотурбинная, 30 000 +44 000 л. с.           |
| Максимальная скорость, узлов                     | 30                          | 30,5                                    | 30                                                 | 30                                                 |
| Дальность плавания, мили на скорости, узлов      | 5000/17                     | 5000/17                                 | 3500/28                                            | 5000/18                                            |
| Ракетное вооружение, ПУ,количество ракет         | ЗРК Terrier — 1 × 2 (40)    | ЗРК Terrier/ ПЛРК ASROC — 1 × 2 (40/20) | ЗРК Sea slug — 1 × 2 (30), ЗРК Seacat — 2 × 4 (32) | ЗРК Sea Dart — 1 × 2 (40), ПЛРК Ikara — 1 × 1 (32) |
| Артиллерийское вооружение                        | 8 × 1 — 76-мм/62            | 8 × 1 — 76-мм/62                        | 2 × 2 — 114-мм/45, 1 × 2 — 20-мм                   | 1 × 1 — 114-мм/55                                  |
| Торпедное вооружение                             | 2 × 3 — 324-мм ТА           | 2 × 3 — 324-мм ТА                       | Нет                                                | ТА нет, имеется бомбомёт Limbo                     |
| Авиационное вооружение                           | 4 вертолёта                 | 6-9 вертолётов                          | 1 вертолёт                                         | Нет                                                |
| Экипаж                                           | 485                         | 550                                     | 440—471                                            | 407                                                |

### Советские крейсера
Концепция отечественного ракетного крейсера складывалась в специфических условиях 1950-1960-х годов, которые предопределили значительные отличия в развитии этого класса боевых кораблей между советским и западным флотами.
Страны НАТО, главным образом США, могли позволить себе развивать крейсера как эскортные корабли, ориентированные на выполнения задач ПВО и ПЛО. По сути, они перестали быть крейсерами в изначальном значении этого слова и не случайно долгое время именовались фрегатами. Советский надводный флот считался слишком слабым и прижатым к собственным берегам, поэтому возможность морских боёв надводных кораблей западными стратегами даже не рассматривалась.
В свою очередь, советское военно-морское руководство искало пути борьбы с радикально превосходящими надводными силами вероятного противника, прежде всего авианосными, с помощью нетрадиционных решений. Этим и было вызвано быстрое развитие ударного ракетного оружия корабельного базирования в советском ВМФ. Массивным ПКР, предназначенным для поражения авианосцев, требовались соответствующие носители и в их числе в отечественном флоте появились ракетные крейсера.

Требовался корабль, способный длительное время сопровождать авианосное соединение и в соответствующий момент нанести по нему сокрушительный удар. По этой доктрине инициатива должна была оставаться за нами. Это и понятно — если бы инициатива была у вероятного противника, то шансов у нас не было бы никаких.
Перед советскими конструкторами была поставлена задача создать корабль для уничтожения авианосцев. Так начал зарождаться тип советского ракетного крейсера.
— Соколов А.Н. Советский ракетный крейсер. Зигзаги эволюции.
Проект 63
В середине 1950-х годов стало известно о планах США ввести в состав флота ряд надводных кораблей с ядерной силовой установкой. Особое внимание советских моряков привлёк ракетный крейсер «Лонг Бич», считавшийся квинтэссенцией технического прогресса в области военно-морских вооружений. В 1956 году было принято решение о проектировании атомного ракетного крейсера проекта 63.
Намечалось построить корабли с мощным ударным вооружением и солидной системой ПВО. Основным противокорабельным калибром должны были стать ракеты П-6 с дальностью стрельбы около 300 км. Две счетверённые установки обеспечивали восьмиракетный залп, общий боекомплект должен был включать 24 ракеты. Это оружие дополнялось двумя огромными крылатыми ракетами П-20, весившими около 30 тонн и имевшими дальность стрельбы 3000 км. Точность оценивалась как невысокая, но компенсировалась наличием ядерного заряда.
ПВО крейсера проекта 63 должны были обеспечивать 2 спаренные ПУ ЗРК М-3 и 4 спаренные ПУ ЗРК М-1. Общий запас ракет составлял 172 штуки. Достреливать прорвавшиеся цели предполагали четырьмя установками АК-726, размещёнными побортно. Кроме того, имелись бомбомёты и 2 вертолёта Ка-25. Необычным для послевоенного периода являлось наличие бронирования относительно солидной толщины.
К строительству планировали приступить в 1958 году, а всю серию из 7 кораблей сдать флоту в 1961-1964 годах. Но разработка комплекса М-3 затягивалась, создать подходящую для крейсера ЯЭУ также не удалось. Кроме того возникли сомнения в боевой эффективности подобного корабля против американских авианосных соединений. С учётом настроя Н. С. Хрущёва против крупных надводных кораблей, проект закрыли в 1959 году.
В те же годы прорабатывался проект крейсера УДД — носителя крылатых ракет П-100, водоизмещением 9000 — 10 000 тонн, имевший 4-8 ПУ для стратегических КР, ЗРК М-1 и 57-мм автоматы. Принятие на вооружение межконтинентальной баллистической ракеты Р-7 положило конец узкоспециализированному, но весьма дорогостоящему проекту.
Проект 58
Проект первого, реального построенного ракетного крейсера СССР в итоге стал следствием эволюции эсминцев. Будущие крейсера проекта 58 разрабатывались с 1956 года как дальнейшее развитие эсминцев проекта 57-бис. К строительству головного корабля приступили в 1960 году, а в 1962 году его сдали флоту, причём в постройке он расплывчато именовался «кораблём с реактивным вооружением». О переклассификации его в крейсер задумались в ходе постройки, окончательно вопрос был решён во время визита на корабль Н. С. Хрущёва 22 июля 1962 года. Организация службы на них осталась смешанной, крейсерско-миноносной, что вызывало определённые затруднения.
В 1962-1965 годах промышленность сдала флоту 4 крейсера проекта 58 — «Грозный», «Адмирал Фокин», «Адмирал Головко» и «Варяг». Предполагалось строительство 16 крейсеров проекта, но в начале 1960-х годов руководство страны рассматривало в качестве главной задачи надводных сил флота борьбу с американскими ПЛАРБ.
Если по первоначальному замыслу эти корабли должны были бороться с эсминцами и лёгкими крейсерами противника, то после переклассификации на них возложили и задачу уничтожения вражеских авианосных группировок. Решать её крейсера должны были при помощи противокорабельного ракетного комплекса П-35. Огромные ракеты, чья масса превышала 4 тонны, имели сверхзвуковую скорость и дальность действия до 250 км, хотя последнее значение могло быть достигнуто лишь при условии внешнего целеуказания, которое было весьма проблематично осуществить при атаке авианосных соединений. Масса боевой части колебалась от 800 до 1000 кг, имелась и «специальная» боевая часть с ядерным зарядом. Была предусмотрена возможность перезарядки пусковых установок в море, но фактически эту сложную операцию можно осуществить лишь в базе.
Зенитное вооружение было представлено, прежде всего, ЗРК М-1 «Волна». Спаренная ПУ размещалась в носовой части и имела два подпалубных барабана, вмещавших 16 ракет. Комплекс являлся одноканальным и имел сравнительно умеренные характеристики — максимальная наклонная дальность стрельбы 15 км, впоследствии доведённая до 22 км. Расположение ПУ на практике оказалось неудачным, так как близость ПУ ПКР ограничивала углы обстрела.
Фактически зенитными считались и две спаренные установки АК-726 калибра 76 мм, размещённые в корме. Они имели высокий темп стрельбы, но лишь одну систему управления огнём, что фактически позволяло обстреливать одновременно лишь единственную цель. Впоследствии они были дополнены на трёх крейсерах проекта, кроме «Адмирала Фокина», батареей из 4 зенитно-артиллерийских комплексов АК-630.
Прочее вооружение включало 2 торпедных аппарата и два бомбомёта, причём оба вида оружия предназначались, прежде всего для борьбы с подводными лодками, однако возможности крейсеров по обнаружению подводных целей были крайне ограничены слабой гидроакустической станцией.
Крейсера типа «Грозный» стали одними из первых кораблей советского флота, на которых предусматривалось базирование вертолёта. Он предназначался, главным образом, для целеуказания противокорабельным ракетам, однако на крейсерах не было ангара, а лишь посадочная площадка, что затрудняло его эксплуатацию.
В целом, крейсера типа «Грозный» стали этапными для отечественного ВМФ. Несмотря на ограниченные размеры, он обладал огромной ударной мощью, особенно с учётом наличия на борту ядерных боеголовок для ракет. Весьма высокой была и насыщенность современными радиоэлектронными средствами. Вместе с тем, проект был не лишён и существенных недостатков. Зенитное и артиллерийское вооружение оказались слабыми, противолодочные возможности незначительными. Дальность плавания и автономность не удовлетворяли поставленным задачам, а экипаж страдал от неудовлетворительных условий обитаемости на корабле.
В ходе боевой службы советского флота крейсера типа «Грозный» активно привлекались к слежению за американскими авианосными соединениями, хотя реально им было бы затруднительно нанести успешный удар. Вероятный противник быстро научился скрывать положение авианосца в ордере с помощью средств радиоэлектронной борьбы.

Чтобы обеспечить хоть какую-то приемлемую вероятность поражения авианосца, «Грозному» нужно было стрелять на минимальной дальности, находясь чуть ли не внутри походного порядка противника. Это, естественно, сводило его собственную боевую устойчивость к нулевому значению.
— Платонов А.В. Крейсеры советского флота.
Крейсера этого типа не вполне устраивали флот, так как были слишком ограничены в размерах, поэтому был предложен усовершенствованный крейсер проекта 900. Вооружение крейсера оставалось прежним, но с заменой ракет П-35 на П-6, для унификации с оружием ПЛ, водоизмещение, скорость и дальность плавания существенно возрастали, а увеличившиеся размеры позволяли разместить подпалубный ангар для 1-2 вертолётов Ка-25. Дальше эскизного проекта эта разработка не продвинулась.
Кроме того на базе крейсера проекта 58 планировалось создать корабль радиолокационного дозора проекта 62.
Проект 1126
В 1959 году на боевое патрулирование стали выходить американские ПЛАРБ. Они действовали в зонах удалённых от побережья СССР, что вынуждало советские противолодочные силы выходить из под прикрытия истребителей берегового базирования. Поскольку авианосцев отечественный флот не имел и строить их не собирался, понадобились специальные корабли ПВО, способные прикрыть советские БПК в районах поиска ПЛ.
В 1959 году было решено разработать корабль ПВО, который прикрывал бы советские противолодочные группы от атак с воздуха и являлся бы их флагманом. В том же году были определены основные ТТХ корабля. Основным вооружением 10 000-тонного корабля должен был стать зенитный комплекс большой дальности М-31, представленный двумя спаренными установками. Предполагалось поражать с его помощью воздушные цели на удалении 50—60 км и на высотах до 25 км. Его дополняли два ЗРК средней дальности М-11 «Шторм», 2-4 57-мм спаренные установки, а также некоторые противолодочные средства. Планировалось оснастить крейсер проекта 1126 мощными РЛС и средствами управления.
Программой кораблестроение на 1959-1965 годы намечалось строительство 3 таких кораблей, затем их количество сократили до 2, а в 1961 году вообще исключили из планов постройки. Перспективный комплекс М-31 так и не был доведён до пригодного к эксплуатации состояния.
Проект 1134
Второй проект ракетного крейсера СССР, воплощённый в металле, появился не вполне предвиденным образом. В 1961 году было выдано задание на проектирование корабля ПВО и ПЛО, способного сочетать в себе достоинства находившихся тогда в постройке крейсеров проекта 58 и БПК проекта 61. Как одна из важнейших, рассматривалась задача сопровождения противолодочных крейсеров проекта 1123.
Предполагалось оснастить корабль новейшим ЗРК М-11 «Шторм», а также противолодочным ракетным комплексом, которые ещё только предстояло разработать. За конструктивную основу взяли корпус крейсера проекта 58, но в силу новых требований по размещению оружия и дальности плавания, его пришлось пропорционально увеличить. Уже к моменту завершения технического проектирования стало известно, что разработка «Шторма» задерживается и проект переработали под уже стоявший на вооружении ЗРК М-1 «Волна».
Таким образом, основным вооружением новых кораблей, вступивших в строй под наименованием БПК, стали две спаренные ПУ ЗРК «Волна» в носу и корме. Отличительной чертой «Беркутов» стал боезапас зенитных ракет, вдвое больший, чем у проекта 61 и вчетверо, чем у проекта 58. Этого достигли перейдя к конвейерному способу подачи ракет, в отличие от барабанного на предшественниках.
Количество противокорабельных ракет напротив, сократилось. Проект 1134 имел лишь две спаренные ПУ ПКР П-35, причём запасные ракеты отсутствовали. Было признано, что перезарядка, занимавшая несколько часов и возможная лишь при спокойном море, в бою будет нереальна. Ослабленной оказалось и артиллерия — вместо 76-мм установок «Беркуты» получили лишь 57-мм спаренные установки АК-725. Эта система проявила себя весьма ненадёжной, а на кораблях проекта 1134 была ещё и неудачно размещена по бортам, ближе к корме. Впоследствии огневую мощь ближней ПВО повысили установкой двух батарей АК-630, но только на половине кораблей проекта.
Зато несколько выросли противолодочные возможности. Корабли получили две ГАС — «Титан» и «Вычегда», обеспечивавшие несколько большие дальности обнаружения ПЛ, чем «Геркулес-2М» на проекте 58. Торпедные аппараты, ориентированные на задачи ПЛО стали пятитрубными, но главным новшеством оказалось другое. «Беркуты» стали первыми в отечественном флоте кораблями, которые оснащались ангаром для постоянного базирования вертолёта.
Первоначально в серии намечалось постройка 10 кораблей проекта 1134, но реально в строй ввели 4 — «Адмирал Зозуля», «Владивосток», «Севастополь», «Вице-адмирал Дрозд». Все они вошли в состав в 1967—1969 годах и действовали в составе Северного и Тихоокеанского флотов, активно участвуя в боевой службе. В ходе практического использования выявилось, что «Беркуты» имеют крайне ограниченные возможности в плане ПЛО, несмотря на наличие вертолёта Ка-25. К самостоятельному поиску ПЛ их даже не привлекали. Поэтому в 1977 году БПК проекта 1134 были переклассифицированы в ракетные крейсера, хотя и в этом качестве они выглядели не вполне полноценными.
В целом крейсера проекта 1134 не стали этапными в отечественном кораблестроении. Вынуждено спроектированные под имеющееся вооружение, они были неудачны и как противолодочные корабли и как крейсера. К достоинствам проекта относили лишь хорошую мореходность, лучшую, чем у предшественников, обитаемость и возможность постоянного базирования вертолёта.
На этом советское крейсеростроение взяло паузу почти на десять лет, хотя эксперты НАТО относили к классу ракетных крейсеров последующие модификации «Адмирала Зозули» — БПК проектов 1134А и 1134Б.
| Сравнительные ТТХ ракетных крейсеров СССР 1960-х гг. | |                                                    |                                                           |                                                        |
|                                                      | Проект 63 (не строился)                                                                              | Проект 58                                          | Проект 1126 (не строился)                                 | Проект 1134                                            |
| Водоизмещение, стандартное/полное, т                 | ?/ 20 000                                                                                            | 4340/5570                                          | ?/6200—11 000                                             | 5335—7125                                              |
| Энергетическая установка, л. с.                      | Ядерная, 132 000                                                                                     | Паротурбинная, 90 000                              | Паротурбинная, 90 000                                     | Паротурбинная, 90 000                                  |
| Максимальная скорость, узлов                         | 32,5                                                                                                 | 34,5                                               | 30-35,5                                                   | 33                                                     |
| Дальность плавания, мили на скорости, узлов          | Неограниченная                                                                                       | 3500/18                                            | 5000/24                                                   | 5000/14                                                |
| Ракетное вооружение, ПУ,количество ракет             | ПУ ПКРК П-40 — 2 × 4 (24), ПУ КР П-20 — 2 × 1 (2), ПУ ЗРК М-3 — 2 × 2 (44), ПУ ЗРК М-1 — 4 × 2 (128) | ПУ ПКРК П-35 — 2 × 4 (16), ПУ ЗРК М-1 — 1 × 2 (16) | ПУ ЗРК М-3 или М-31 – 2 × 2, ПУ ЗРК М-1 – 2 × 2 или 4 × 2 | ПУ ПКРК П-35 — 2 × 2 (4), ПУ ЗРК М-1 — 2 × 2 (64)      |
| Артиллерийское вооружение                            | 4 × 2 — 76,2-мм/59                                                                                   | 2 × 2 — 76-мм/59                                   | 2 × 2 — 76-мм/59                                          | 2 × 2 — 57-мм/78                                       |
| Противолодочное вооружение                           | 2 × 12 — РБУ-6000                                                                                    | 2 × 12 — РБУ-6000, 2 × 5 — 533-мм ТА               | 2 × 12 — РБУ-6000 или 2 × 6 — РБУ-1000, 2 × 5 — 533-мм ТА | 2 × 12 — РБУ-6000, 2 × 6 — РБУ-1000, 2 × 5 — 533-мм ТА |
| Авиационное вооружение                               | 2 вертолёта                                                                                          | 1 вертолёт                                         | 1 вертолёт                                                | 1 вертолёт                                             |
| Экипаж                                               | ? | 339                                                | ?                                                         | 312                                                    |

## Современные ракетные крейсера

### Американские крейсера
Проект CSGN
В 1973 году в США начал разрабатываться проект, известный как CSGN (англ. Cruiser Strike Guided Nuclear). Внушительный по размерам корабль, чьё водоизмещение выросло с первоначальных 12 700 до более чем 17 000 тонн, планировалось оснастить самыми совершенными системами вооружений, созданными тогда американской промышленностью.
ПВО корабля должна была обеспечивать система «Иджис», которая именно в этом году вышла на первые испытания, после 10 лет разработки. С двух спаренных ПУ можно было запускать как зенитные ракеты Стандарт, так и противолодочные ракеты ASROC. Общий боезапас достигал 128 ракет обоих типов. Кроме этого Strike Cruiser нес по две четырёхконтейнерных ПУ ПКР «Гарпун» и КР «Томагавк». Это вооружение дополняли традиционные торпедные аппараты и мощная 203-мм автоматическая пушка Mark 71, способная выпускать до 12 110-кг снарядов в минуту. На крейсере могли базироваться 2 вертолёта или такое же количество самолётов вертикального взлёта и посадки.
Упирая на многочисленные достоинства нового проекта, сторонники Strike Cruiser доказывали, что он может решать не только задачи эскортного корабля для авианосцев, но и выполнять роль самостоятельно действующего крейсера, как во Второй мировой войне, считая его способным не только эффективно отражать воздушные атаки, но и наносить удары по морским и береговым целям. Идею крейсера активно поддерживало «ядерное» лобби во главе с адмиралом Риковером. Командование ВМС США заявляло о необходимости иметь в составе будущего флота 8 ударных крейсеров, дополненных 16 «бюджетными» крейсерами на базе эсминца типа «Спрюэнс».
Проект погубила его избыточность, приведшая к огромной, по меркам 1970-х годов стоимости — цена одного CSGN составила 1,5 миллиарда долларов. В мае 1977 года Сенатская Комиссия по делам вооружённых сил заявила, что крейсер слишком дорог и слишком сложен для предназначенной ему роли авианосного эскорта.
Проект "Модифицированная «Вирджиния»
Несмотря на прекращение проекта CSGN, американский флот по-прежнему желал получить атомные крейсера, оснащённые системой «Иджис». В 1976 году был предложен новый проект атомного крейсера УРО, известный как CGN 42. Проект был основан на конструкции ракетных крейсеров типа «Вирджиния». При почти полном сохранении размерности, CGN 42 имел водоизмещение на 2000 тонн больше. Основным же отличием нового корабля должна была стать система «Иджис». С универсальных ПУ Mk26 предполагалось запускать как зенитные ракеты «Стандарт», так и противолодочныые ASROC, крейсер оснащался также обычным набором 127-мм и 20-мм артустановок, ТА для противолодочных торпед, а также двумя вертолётами. Рассматривалась и возможность установки на крейсер ПУ ПКР «Гарпун». Планами развития ВМС предусматривалась постройка 4 крейсеров типа "Модифицированная «Вирджиния», с вводом в строй в 1987-1991 годах.
Энтузиазм по поводу возможностей «Иджиса» был так велик, что Конгресс США принял решение об оснащении этой системой и уже построенных крейсеров типа «Вирджиния» так быстро, как это возможно. Кроме того, предполагалось установить «Иджис» и на крейсер «Лонг-Бич».
Однако стоимость постройки атомных крейсеров показалась чрезмерной даже администрации Р. Рейгана, ориентированной на рост военных расходов. В 1983 году было объявлено об окончательном отказе от постройки серии «Модифицированная „Вирджиния“» ввиду стоимости, достигшей 1 200 млн долларов. Предпочтение было отдано проекту DDG/CG 47, стоившему в полтора раза дешевле.
Проект «Тикондерога»
После отклонения проекта CSGN и планов по постройке 4-х, модифицированных под систему «Иджис», атомных крейсеров типа «Вирджиния», единственной альтернативой американского флота остался проект DXG. Спроектированный на базе корпуса и механизмов эсминца «Спрюэнс» он считался относительно недорогой альтернативой атомным крейсерам с системой «Иджис». Головной корабль DDG 47 был заложен в 1978 году, а в 1980 году, ещё до окончания строительства его переклассифицировали и эсминец стал крейсером «Тикондерога» (англ. CG 47 Ticonderoga).
Ключевой особенностью крейсера стала многофункциональная система оружия «Иджис» (англ. Aegis Mk7), которая включала в себя РЛС SPY-1A с фазированными антенными решётками, неподвижно закреплёнными на носовой надстройке, и целую группу компьютеров. В своём первоначальном варианте она обеспечивала сопровождение около 100 целей и обстрел 18 из них. Для сравнения, предшествующие ракетные крейсера США могли обстреливать лишь 2 цели одновременно, а некоторые всего одну. В дальнейшем система «Иджис» прошла ряд модернизаций, направленных на повышение её эффективности, а на последних 15 кораблях была установлена РЛС SPY-1B.
Первые 5 крейсеров проекта CG 47-51 имели две универсальные спаренные ПУ Mk26 и боезапас из 88 ракет — 68 зенитных «Стандарт» (англ. Standart MR) и 20 противолодочных ASROC. Начиная с крейсера «Банкер Хилл» (англ. CG 52 Banker Hill) устанавливались универсальные установки вертикального пуска Mk41 — два модуля по 64 ячейки. В каждом из них три ячейки занимало погрузочное устройство, а остальные отводились под ракеты. Всего две УВП вмещают 122 ракеты трёх типов — зенитные «Стандарт» различных модификаций, противолодочные ASROC и крылатые ракеты «Томагавк» для поражения береговых целей. Конкретный состав нагрузки может варьироваться в зависимости от боевой задачи. Прочее вооружение на всех кораблях серии включает в себя 2 четырёхконтейнерные ПУ ПКР «Гарпун», 2 автоматических орудия Mk45 калибра 127-мм, 2 ЗАК «Вулкан-Фаланкс» разных модификаций и 2 вертолёта «Си Хок» (англ. Sea Hawk).
Всего планировалось построить 28 крейсеров этого типа, в 1980-х это количество увеличили до 30, но в итоге построили 27. Первым вошёл в строй в 1983 году «Тикондерога», последним «Порт-Ройял» в 1994 году.
Первое и пока последнее применение крейсеров типа «Тикондерога» по воздушным целям оказалось скандальным. 3 июля 1988 года крейсер «Винсенс» (англ. CG-49 Vincennes) по ошибке сбил иранский аэробус А300 над Персидским заливом, при этом погибли 290 человек.
В дальнейшем крейсерам не пришлось стрелять по морским и воздушным целям, в кампаниях 1991 и 2003 года против Ирака, а также в ходе операций в Югославии в 1999 году и Афганистане в 2001 году крейсера этого типа применялись лишь для нанесения точечных ударов КР «Томагавк» по наземным целям.
В 2004-2006 годах первые 5 крейсеров типа, с CG 47 по CG 51 были выведены из состава флота, ввиду недостаточной эффективности из-за отсутствия ВПУ.
| Сравнительные ТТХ ракетных крейсеров США 1970-х — 1980-х гг. | |                                                       |                                                                         |                                                                        |
|                                                              | Strike cruiser (проект)                                                                              | «Модифицированная Вирджиния» (проект)                 | «Тиконденрога», CG 47 — CG 51                                           | «Тиконденрога», CG 52 — CG 73                                          |
| Водоизмещение, стандартное/полное, т                         | 15 902/17 172                                                                                        | - /12 000                                             | 7015/9590                                                               | 7015/9590                                                              |
| Энергетическая установка                                     | Ядерная, ?                                                                                           | Ядерная, ?                                            | ГТУ, 86 000 л. с.                                                       | ГТУ, 86 000 л. с.                                                      |
| Максимальная скорость, узлов                                 | 30                                                                                                   | 30                                                    | 30                                                                      | 30                                                                     |
| Дальность плавания, мили на скорости, узлов                  | Неограничена                                                                                         | Неограничена                                          | 6000 на 20                                                              | 6000 на 20                                                             |
| Ракетное вооружение, ПУ,количество ракет                     | ЗРК Aegis/ПЛРК ASROC — 1x2 (128 Standart MR и ASROC), ПКРК «Гарпун» — 2х4, ПУ КР Tomahawak SSM — 2х4 | ЗРК Aegis/ПЛРК ASROC — 2x2 (40), ПЛРК ASROC — 1х8 (8) | ЗРК Aegis/ПЛРК ASROC 2х2 (68 «Стандарт», 20 ASROC), ПКРК «Гарпун» — 2х4 | ВПУ Mk 41 — 2 (122 «Стандарт», ASROC, «Томагавк»), ПКРК «Гарпун» — 2х4 |
| Артиллерийское вооружение                                    | 1х1 — 203-мм/55                                                                                      | 2х1 — 127-мм/54, 2х6 — 20-мм                          | 2х1 — 127-мм/54, 2х6 — 20-мм                                            | 2х1 — 127-мм/54, 2х6 — 20-мм                                           |
| Торпедное вооружение                                         | 2х3 — 324-мм ТА                                                                                      | 2х3 — 324-мм ТА                                       | 2х3 — 324-мм ТА                                                         | 2х3 — 324-мм ТА                                                        |
| Авиационное вооружение                                       | 2 вертолёта или СВВП                                                                                 | 2 вертолёта                                           | 2 вертолёта                                                             | 2 вертолёта                                                            |
| Экипаж                                                       | ? | 634                                                   | 358                                                                     | 358                                                                    |

### Советские/российские крейсера

#### Проект 1144
К разработке самого большого в истории ракетного крейсера Северное ПКБ приступило в 1962 году. Первоначальное задание было весьма умеренным и предусматривало создание противолодочного корабля, оснащённого перспективным ЗРК «Квант», а также противолодочным ракетным комплексом. Эти средства дополнялись автоматической артиллерией, бомбомётами и беспилотным вертолётом. Водоизмещение корабля ограничивалось 9000 тонн, но энергетическая установка предполагалась ядерной, так как новый БПК должен был обеспечить непрерывное слежение за вражескими ПЛАРБ и их немедленное уничтожение в случае начала военных действий.
Разработка проходила с большими трудностями. Отсутствовала ядерная силовая установка, подходящая для корабля таких размеров и в дальнейшем ограничения по водоизмещению были сняты. Разработка ЗРК «Квант» не удалась, и он был заменён в проекте на оморяченный вариант ЗРК С-300Ф. По той же причине пилотируемые вертолёты в количестве 2 единиц сменили беспилотную машину. На корабль по проекту добавили пусковые установки противокорабельных ракет «Малахит».

С самого начала признавалось, что решение главной задачи кораблём будут обеспечено только при наличии его достаточной боевой устойчивости. Не вызывало сомнений, что главным его врагом явится мощная авиация, поэтому в процессе проектирования постепенно предусматривалось эшелонирование по принципам, калибрам и номенклатуре средств ПВО. Противокорабельные же ракеты на «Орлане» появились в результате желания расширить задачи корабля включением нанесения ударов по авианосным группировкам вероятного противника…
Обеспечивать действия БПК проекта 1144 (шифр «Орлан») должен был атомный ракетный крейсер проекта 1165 (шифр «Фугас»), вооружённый тем же ЗРК С-300Ф и противокорабельными ракетами «Гранит». Но с отменой ограничения по водоизмещению проект 1144 начал быстро увеличиваться в размерах. В итоге, его вооружение противокорабельными и зенитными средствами уже практически не уступало таковому у «Фугаса» и в 1971 году проекты были объединены. Единый проект считался уже атомным ракетным крейсером.
Головной крейсер проекта «Киров» был заложен в 1973 году и сдан флоту в 1980 году, причём с очень значительными недоделками, а часть оборудования находилась лишь в опытной эксплуатации. Впервые в послевоенной практике флот получил корабль с броневой защитой, хотя лишь локальной. Уникальной особенностью проекта стало наличие резервной паросиловой установки, добавленной по настоянию Главнокомандующего ВМФ СССР Адмирала Флота Советского Союза С. Г. Горшкова, который сомневался в надёжности ЯЭУ.
Противокорабельные ракеты «Гранит» теоретически могли поражать противника на дальности 550 км, при условии получения целеуказания от космических спутников системы «Легенда» или авиации. Особенностью ракет стал необычный для надводного корабля «мокрый» старт, наследие лодочного происхождения «Гранита».
Зональную оборону должен был обеспечивать комплекс С-300Ф, а объектовую ЗРК «Кинжал», но разработка последнего затянулась и на «Киров» поставили ЗРК «Оса-М». Ближнюю оборону обеспечивали уже традиционные для флота автоматы АК-630. Не успели разработать и новую 130-мм автоматическую артустановку, поэтому головной корабль оснастили двумя 100-мм орудиями АК-100.
Мощная ГАС «Полином» в сочетании с противолодочным ракетным комплексом «Метель» и тремя вертолётами должна была сделать «Киров» самым эффективным противолодочным кораблём ВМФ СССР. Кроме того, на него возлагалась теперь и задача атаки авианосных соединений. В целом корабль получился универсальным и вобрал в себя всю существующую во флоте номенклатуру вооружений, кроме минно-трального.
По своим размерам «Киров» уступал из числа существовавших тогда неавианосных кораблей лишь американским линкорам типа «Айова». В советском флоте он числился тяжёлым атомным ракетным крейсером , а в зарубежных классификациях назывался линейным крейсером.
Проект 1144.2
На следующих кораблях проекта намеревались разместить, наконец, все запланированные, но запоздавшие к моменту ввода «Кирова» в строй системы вооружений. Поэтому они получили особый номер проекта. Фактически все 3 построенных крейсера проекта 1144.2 оказались разными, поскольку ставили то вооружение, которое было доступно в момент постройки.
На «Фрунзе» ограничились заменой АК-100 на одну спаренную 130-мм артустановку АК-130, а ПЛРК «Метель» заменили на «Водопад». На «Калинине» вместо 8 АК-630М установили 6 зенитных ракетно-артиллерийских комплексов «Кортик», а РБУ-1000 уступил место комплексу противоторпедной защиты «Удав-1». Полный состав вооружения должен был получить лишь «Юрий Андропов», но из двух положенных по проекту комплексов «Кинжал» на нём смонтировали лишь один. Зато главный зенитный калибр был усовершенствован, так как в носу установили ЗРК С-300ФМ.
Всего планировалось, с учётом «Кирова», построить 7 крейсеров проекта 1144—1144.2. Фактически флот получил 4 крейсера, переименованных 27 мая 1992 года: «Адмирал Ушаков» (бывший «Киров»), «Адмирал Лазарев» («Фрунзе»), «Адмирал Нахимов» («Калинин») и «Пётр Великий» («Юрий Андропов»). Последний к моменту распада СССР находился на плаву в недостроенном виде и высказывались мнения о ненужности достройки столь огромного и дорогого корабля в экономических условиях 1990-х годов. Положение спасло приближение памятной даты — 300-летие российского флота, к которой крейсер и был достроен.
Пятый корабль серии «Адмирал флота Советского Союза Кузнецов» планировалось заложить в 1988 году, но до этого не дошло, а в 1990 году он был официально снят со строительства.
19 сентября 2009 года 1-й заместитель Министра обороны РФ Владимир Поповкин в интервью сообщил, что Министерство обороны России разработало программу по восстановлению тяжелых атомных ракетных крейсеров. В рамках данной программы, в частности обсуждается возможность восстановления и модернизации атомного крейсера «Адмирал Нахимов», а также «Адмирал Лазарев».

#### Проект 1080
В 1970-х годах велась разработка весьма специфического корабля, по своим ТТХ напоминавшего появившийся много позднее американский проект корабля-арсенала. Крейсер проекта 1080 предназначался для нанесения ударов по береговым целям. Его основным оружием должны были стать баллистические ракеты «Эльбрус-М» (морской вариант ракет «Эльбрус»), разрабатывавшийся на замену ракет «Темп-С».
Компоновка корабля обещала быть весьма необычной. В центральной части, между двух надстроек, размещались шахтные ПУ ракет пакетами по 50 штук, всего 200 единиц. «Эльбрус-М» при стартовом весе 7,6 тонны мог поражать цели на удалении до 1000 км. Средства самообороны включали ЗРК «Кинжал» и артиллерийские установки АК-726. Кроме того на корабле базировалось 2 вертолёта. Однако разработка ракеты «Эльбрус» была в итоге прекращена, что привело и к прекращению проектирования крейсера 1080.

#### Проект 1164
В 1971 году С. Г. Горшков предложил конструкторам СПКБ проработать вариант замены противолодочных ракет на противокорабельные для БПК проекта 1134Б. Первоначально предполагалось, что подобная операция возможна без существенных изменений в конструкции и не замедлит серийного строительства. Но противокорабельные ракеты «Базальт» оказались заметно более габаритными, чем противолодочные «Метель» и корабль начал быстро расти в размерах.
В 1972 году разработка проекта 1164 стартовала официально. Задачами нового крейсера определили придание боевой устойчивости корабельным группировкам в отдалённых районах и уничтожение надводных кораблей противника, включая авианосцы.
Крейсер проекта 1164 был спроектирован на основе теоретического чертежа БПК 1134Б, с пропорциональным увеличением, но на этом сходство проектов практически заканчивалось. Технический проект, подготовленный к 1974 году, предусматривал вооружение крейсера ПКР «Базальт», ЗРК С-300Ф и 130-мм одноорудийной артустановкой А-217.
Головной корабль «Слава» заложили в 1976 году, в строй он вступил в 1982 году. Главным калибром крейсера стали ракеты «Базальт», число которых удалось увеличить до 16 единиц, по сравнению с 12 в эскизном проекте. Ракеты массой более 6 тонн имели сверхзвуковую скорость полёта и дальность стрельбы 550 км. Их применение на максимальную дальность должно было обеспечиваться, в том числе и вертолётом Ка-25РЦ, базировавшемся на корабле. Оборону от воздушного противника обеспечивали, главным образом, ЗРК С-300Ф и «Оса-М», причём последний, к началу 1980-х годов успел устареть.
Ввиду неудачи с разработкой А-217, на крейсер установили двухорудийную 130-мм артустановку АК-130. Артиллерийское вооружение дополняли уже традиционные для советского флота автоматы АК-630. Противолодочное вооружение — торпедные аппараты и бомбомёты носило оборонительный характер, но по неясной причине на крейсере разместили ГАС «Платина» с подкильной и буксируемой антеннами.
Силовая установка крейсеров проекта 1164 получилась чрезвычайно сложной, так как включала, помимо газовых турбин, ещё и паровые, получавшие пар от теплоизоляционных контуров. Некоторая экономия топлива не оправдывала столь сложную конструкцию.
В дальнейшем флот получил ещё два крейсера этого проекта «Маршал Устинов» и «Червона Украина» (ныне «Варяг»), вступившие в строй в 1986 и 1989 годах. По одному крейсеру вошло в состав ЧФ, СФ и ТОФ. Четвёртый корабль «Адмирал Флота Лобов» был спущен на воду в 1990 году, а в 1993 году был объявлен собственностью Украины при готовности около 75 %. Недостроенный и невооружённый корабль был переименован в «Галичину», далее в «Украину», но ВМСУ он оказался не нужен. В 2010 году была выдвинута идея о совместной, российско-украинской достройке крейсера для ВМФ России.
Всего флот желал получить 10 крейсеров этого типа. По 4 крейсера должны были войти в состав ТОФ И СФ и по 1 в состав БФ и ЧФ. Начиная с 5-го корабля, они должны были строиться по усовершенствованному проекту 11641. Крейсера имели бы удлинённый на 6 метров корпус, ракеты «Базальт» заменялись на «Вулкан» с дальностью стрельбы до 1000 км. Предполагалось также заменить АК-630 на 5 ЗРАК «Кортик», а буксируемую антенну ГАС снять. На крейсерах должны были базироваться по 2 вертолёта. В 1988 году заложили головной крейсер проекта 11641 «Россия», намечалась закладка ещё четырёх, но 4 октября 1990 года Министерство обороны СССР официально отказалось от строительства крейсеров проекта 11641 ввиду финансовых проблем.
Далее предполагалась постройка ракетных крейсеров с ГТУ проекта 11960. Водоизмещение ещё более увеличивалось, но вместо одного противокорабельного ракетного комплекса устанавливалось два — 16 ПУ ПКР «Вулкан» и 16 ПУ ПКР «Оникс». Прочее вооружение должно было включать ЗРК С-300Ф, 5 модулей «Кортик», 130-мм артустановку, противолодочные средства и 1 вертолёт. Кризисные процессы в СССР в конце 1980-х годов положили конец этим планам.

#### Проект 1293
К середине 1980-х годов стало очевидно, что ракетные крейсера проекта 1144—1144.2 не отвечают задачам флота по критерию стоимость-эффективность. Их строительство ложилось тяжким грузом на военный бюджет и, в итоге, было принято решение о создании нового атомного крейсера, который был бы на 20 % дешевле, нежели его огромный предшественник. К числу приоритетных задач нового корабля отнесли охранение советских атомных авианосцев, к строительству которых приступили в 1988 году. Свои задачи крейсер должен был выполнять в паре с атомным БПК проекта 1199, впоследствии эволюционировавшим в проект 11990.
Проект 1293 готовило всё тоже Северное ПКБ. В итоге вырисовывался атомный крейсер уменьшенного водоизмещения и с сокращённым составом вооружения. Главный калибр был представлен тем же «Гранитом», но ПУ осталось 16 против 20 на проекте 1144, усовершенствованная версия «Форта» имела сокращённый в 1,5 раза боекомплект. Предполагался также ЗРК «Кинжал», а от ЗРАК «Кортик» отказались. Пришли к выводу, что тяжёлый комплекс неспособен осуществить дострел целей в ближней зоне и заменили разрекламированные изделия на 8 установок АК-630.
Крейсер должен был оснащаться новейшим радиоэлектронным оборудованием, но к концу 1980-х было выдвинуто мнение, что ударные ракетные крейсера при наличии полноценных авианосцев вообще не нужны. Проект был остановлен, а распад СССР сделал разработку ракетных крейсеров и вовсе неактуальной задачей.
| Сравнительные ТТХ ракетных крейсеров СССР 1970—1980-х гг. |                                                                |                                                       |                                                                            | |                                                                           |                                                 |
|                                                           | Проект 1080 (не строился)                                      | Проект 1165 (не строился)                             | Проект 1144                                                                | Проект 1144.2 | Проект 1164                                                               | Проект 1293 (не строился)                       |
| Водоизмещение, стандартное/полное, т                      | 15 000 — 16 000/?                                              | 20 000/?                                              | 24 100/26 190                                                              | 24 100 — 24 400/26 190 — 26 300 | 9300/11 300                                                               | 14 190/?                                        |
| Энергетическая установка                                  | ГТУ, 80 000+ 12 000 л. с.                                      | Ядерная, н/д                                          | Ядерная, 140 000 л. с.                                                     | Ядерная, 140 000 л. с. | ГТУ, 110 000 + 20 000 л. с.                                               | Ядерная, н/д                                    |
| Максимальная скорость, узлов                              | 30 — 32                                                        | 30                                                    | 31                                                                         | 31 | 32                                                                        | 30                                              |
| Дальность плавания, мили на скорости, узлов               | н/д                                                            | Неограниченна                                         | Неограниченна                                                              | Неограниченна | 7500/18                                                                   | Неограниченна                                   |
| Автономность, сутки                                       | 30                                                             | 60                                                    | 60                                                                         | 60 | 30                                                                        | 60                                              |
| Ракетное вооружение, ПУ,количество ракет                  | УВП ОТР «Эльбрус -М» — 4х50 (200), УВП ЗРК «Кинжал» — 8х8 (64) | ПКРК «Гранит» — 32 — 48, ЗРК «Форт» −4 −8x8 (32 — 64) | ПКРК «Гранит» — 20, ЗРК «Форт» — 12x8 (96), ЗРК «Оса» — 2х2 (40)           | ПКРК «Гранит» — 20, ЗРК «Форт» — 12x8 (96), На «Петре Великом» — «Форт»/«Форт-М» — 12х8 (94), ЗРК «Оса» — 2х2 (40), На «Петре Великом» — ЗРК «Кинжал» — 8х8 (64) | ПКРК «Базальт» — 8х2 (16), ЗРК «Форт» — 8x8 (64), ЗРК «Оса-МА» — 2х2 (40) | ПКРК «Гранит» — 16, ЗРК «Форт»/«Фал» — 8x8 (64) |
| Артиллерийское вооружение                                 | 2х2 — 76,2-мм/59, ?х6 — 30-мм/54                               | 1х2 −130-мм/54, 6 — 8 х6 — 30-мм/54                   | 2х1 −100-мм/59, 8х6 — 30-мм/54                                             | 1х2 — 130-мм/54, 8х6 — 30-мм/54 на «Адмирале Лазареве», 6 ЗРАК «Кортик» на остальных                                                                             | 1х2 — 130-мм/54, 6х6 −30-мм/54                                            | 1х2 — 130-мм/54, 8х6 — 30-мм/54                 |
| Противолодочное вооружение                                | 2х12 — РБУ-6000                                                | 2х12 — РБУ-6000                                       | ПЛРК «Метель» — 1х2 (10), 1х12 — РБУ-6000, 2х6 — РБУ-1000, 2х5 — 533-мм ТА | ПЛРК «Водопад» — 10х1, 1х12 — РБУ-6000 (только на «Адмирале Лазареве»), 2х6 — РБУ-1000, 1х10 — РБУ-12000 (кроме «Адмирала Лазарева»)                             | 2х5 — 533-мм ТА                                                           | ПЛРК «Водопад» — 2х4 (8), 2х10 — РБУ-12000      |
| Авиационное вооружение                                    | 2                                                              | 1 — 2                                                 | 3                                                                          | 3 | 1                                                                         | 2                                               |
| Экипаж                                                    | 450 — 500                                                      | 500 — 600                                             | 710                                                                        | 727 | 485                                                                       | 500 — 600                                       |

## Оценка класса ракетных крейсеров
Класс ракетных крейсеров развивался главным образом во флотах США и СССР. Ракетные крейсера флотов континентальной Европы существовали в единичных экземплярах, а британские лёгкие ракетные крейсера были скорее большими эсминцами с ограниченными боевыми возможностями.
Если не считать оставшегося экспериментальным крейсера «Лонг Бич», в развитии американских и советских ракетных крейсеров было много общего. И те и другие вели своё происхождение не от крейсеров Второй мировой войны, но от эсминцев: американские от эсминцев типа «Кунц», советские от эсминцев проекта 57. И те и другие строились в практически полном небрежении к пассивной защите в бою. Бронирование в большинстве случаев отсутствовало, в конструкциях широко применялись пожароопасные лёгкие сплавы. Последнюю тенденцию изменили лишь уроки Фолклендской войны.
Но в остальном пути развития американских и советских крейсеров разошлись. Американские крейсера проектировались как эскортные корабли авианосных соединений и не случайно долгое время именовались фрегатами. Их задачами были обеспечение ПВО и ПЛО, возможность морского боя всерьёз не рассматривалась. К противокорабельным ракетам американские моряки долгое время относились скептически, особенно с учётом мощи своей палубной авиации. Однако после принятия на вооружение ракет «Гарпун» и «Томагавк» американские крейсера превратились в универсальные корабли, способные бороться с воздушным, надводным и подводным противником, а также наносить мощные удары по берегу.
Советский флот, не располагавший авианосцами, нуждался, тем не менее, в средствах борьбы с авианосными группировками противника. В этой ситуации была сделана попытка перегнать, не обгоняя, то есть с помощью асимметричных мер.

Возникло естественное желание искать достаточно доступные и возможные для страны средства, позволившие бы в сравнительно короткие сроки нейтрализовать или ослабить широкие боевые возможности ВМС НАТО и, в первую очередь, его главного компонента — АУС. Наиболее приемлемым вариантом решения такой задачи в тех условиях было признано создание и развитие специальных кораблей и подводных лодок, оснащённых крылатыми ракетами класса «корабль-корабль» для нанесения ударов по крупным кораблям, прежде всего по авианосцам.
— Кузин В. П., Никольский В. И. Военно-Морской флот СССР 1945—1991.
Подобному развитию флотских сил способствовала и «ракетная эйфория», охватившая не только высшие политические круги, но и руководство флота. Предполагалось, что советские ракетные крейсера будут способны в одиночку наносить сокрушительные удары по вражеским авианосным соединениям, а ЗРК рассматривались как гарантированное средство защиты от воздушного нападения.
Несмотря на проявившийся в 1960-х годах противолодочный уклон развития надводных кораблей, задачу борьбы с авианосцами никто не снимал, что требовало применения разнородных сил. Под эту концепцию и разрабатывались советские ракетные крейсера 1970—1980-х годов. Постройка кораблей проектов 1144 и 1164 стала крупным достижением отечественного кораблестроения, но вопрос о их реальной способности нанести удар по американским авианосцам оставался открытым.
В 1980-х годах был наконец взят курс на создание сбалансированного надводного флота, включающего в себя и полноценные авианосцы. В этой связи высказывалось мнение, что в своём сложившемся виде, ракетные крейсера особого отечественного типа флоту не нужны. Распад СССР и последовавшие за ним политико-экономические процессы сделали дискуссию о будущих ракетных крейсерах Российского флота неактуальной.

## Перспективные ракетные крейсера
Оценивая итоги эволюции ракетных крейсеров несложно заметить, что они стали продуктом эволюции эсминцев, и не случайно граница между этими двумя классами почти стёрлась. Действительно трудно сказать, в чём состоит принципиальная разница между новейшими эсминцами типов «Арли Бёрк» (Arleigh Berke) или «Конго» (Kongou) и крейсерами «Тикондерога». Более того, последний американский проект эсминца «Замволт» (Zumwalt) оставляет американские же крейсера далеко позади. Его водоизмещение достигает 14 960 тонн — в полтора раза больше чем у крейсера.
Для ВМФ России создание новых ракетных крейсеров не представляется в настоящее время необходимым, тем более что ТТХ перспективного типа эсминцев фактически перекрывают потенциал крейсеров проекта 1164 и располагают ЯСУ — фактически результат схож с проектом «Замволт» — перспективный эсминец будет сильнее имеющихся РКР (изначально проект был призван заменить и крейсера типа «Атлант», и ЭМ «Сарыч», и БПК «Удалой»). Европейские страны НАТО и, возможно Япония, не нуждаются в кораблях подобного класса. Китай, вероятно, желает получить ракетные крейсера, но не имеет для этого технических возможностей.
Таким образом, появление нового поколения ракетных крейсеров можно связывать лишь с США. По данным открытой печати в американских военно-морских кругах обсуждается возможность постройки с 2016—2019 годов от 19 до 24 крейсеров нового типа CG (X), которые должны заменить корабли класса «Тикондерога». Новый проект должен базироваться на корпусе и системах эсминца «Замволт», иметь близкое к нему водоизмещение, газотурбинную силовую установку и усиленное зенитное вооружение, чтобы выступать в роли авианосного эскорта.
Ещё один обсуждаемый проект — крейсер CGN (X) будет значительно больше — порядка 25 000 тонн водоизмещения. Он получит ЯЭУ и будет нести перспективные ракеты, оптимизированные для высотного перехвата баллистических целей. Фактически предполагается превратить корабль в подвижную противоракетную платформу. Американские ВМС рассчитывают получить пять атомных крейсеров этого типа. Впрочем, оба проекта пока находятся на исследовательской стадии.